# Дрейфус, Флоренс

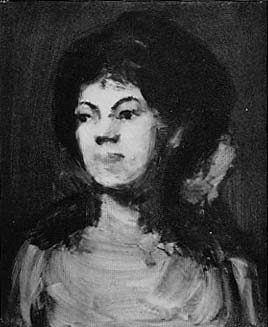
Портрет женщины работы Флоренс Дрейфус

Флоренс Дрейфус (англ. Florence Dreyfous, полное имя Florence Esther Dreyfous; 1868—1950) — американская художница.

## Биография
Родилась 25 октября 1868 года в Нью-Йорке в семье Джозефа Дрейфуса (1832—1891) и его жены Алиды Гомес Дрейфус (1833—1907); оба её родителя имели еврейские корни. В семье также росли: сёстры Адель (1859—1879) и Гертруда (1862—1949), а также братья Уолтер (1861—1924) и Герберт (1864—1916). Через свою мать семья была вовлечена в судебный процесс против дальнего родственника Горацио Гомеса, который управлял семейным имением с 1865 года, никогда не предоставляя отчёта о своей деятельности. В 1891 году суд назначил расследование его деятельности.
Живописи Флоренс Дрейфус училась в Школе искусств Чейза (Chase School of Art), в Школе искусств Анри (Henri School of Art), а также у художника-миниатюриста Теодоры Тайер.
В 1903 и 1904 годах она выставлялась в Пенсильванской академии изящных искусств. Две свои акварели — A boy и Mildred — она выставила в 1913 году на Арсенальной выставке. Затем вставлялась MacDowell Clubs, Обществе независимых художников, а также в нью-йоркских галереях Morton Gallery, Salons of America и Opportunity Gallery. В ноябре-декабре 1921 года прошла выставка её акварелей в Бруклинском художественном музее.
Умерла 11 сентября 1950 года в Нью-Йорке. Была похоронена на семейном участке кладбища Beth Olom Cemetery в нью-йоркском районе Риджвуд.